# Distretto di Nova Vodolaha
Il distretto di Nova Vodolaha (in ucraino Нововодолазький район?) era un distretto (rajon) dell'Ucraina, situato nell'oblast' di Charkiv. Il suo capoluogo era Nova Vodolaha.
È stato soppresso con la riforma amministrativa del 2020.